# Gorgopotamos (Ioannina)
Gorgopotamos (greacă Γοργοπόταμος) este un oraș în Grecia în prefectura Ioannina.